# Anaelle Wiard
Anaëlle Wiard (Etterbeek, 23 maart 1991) is een Belgische voetbalster die vanaf seizoen 2017-18 voor Standard Luik speelt.

## Biografie

### Club
Wiard begon haar seniorloopbaan bij White Star Woluwe, waar ze drie seizoenen verbleef. In 2010 trok ze naar RSC Anderlecht. In 2017 verliet Wiard Anderlecht voor Standard Luik.

### Red Flames
Wiard behaalde haar eerste cap op de kwalificatiewedstrijd België-Hongarije op 17 september 2011 voor het EK in Zweden. Ze viel in de 90e minuut in. België won deze wedstrijd met 2-1. Op 19 november 2011 speelde België de kwalificatiewedstrijd ook voor het EK in Zweden tegen Bulgarije. Wiard speelde 69 minuten en wist 2 keer te scoren. Ze speelde haar laatste wedstrijd voor de Red Flames op 9 maart 2016 een vriendschappelijke wedstrijd tegen Rusland. De wedstrijd werd door de België gewonnen met 5-0.

## Statistieken
| België | België | België |
| Jaar   | Caps   | Doelp. |
| ------ | ------ | ------ |
| 2011   | 5      | 2      |
| 2012   | 7      | 3      |
| 2013   | 1      | 0      |
| 2014   | 1      | 0      |
| 2015   | 0      | 0      |
| 2016   | 2      | 0      |
| Total  | 16     | 5      |

## Palmares
- Winnaar Beker van België 2013